# Михаил (царь Имеретии)
Михаил  (груз. მიქელი; ум. 1329, Кутаиси, Имеретинское царство) — представитель династии Багратионов, царь Имерети с 1327 по 1329 год.

## Биография
Сын грузинского и имеретинского царя Давида VI Нарина от его первой жены, Тамары из рода князей Аманелисдзе, эриставов Аргвети . По мнению некоторых исследователей, он был сыном царя от второй жены, Феодоры Палеолог, дочери византийского императора Михаила VIII, в честь которого и был назван.
Когда в 1293 году его старший брат наследовал отцу под именем Константина I, став новым царём Имерети, Михаил не признал его власти и начал гражданскую войну. Ему удалось взять под контроль территории на севере государства — княжества Рача, Лечхуми и Аргвети. Несмотря на усилия части грузинских дворян примирить братьев, конфликт продолжался до 1327 года. Во время этого конфликта, некоторые эриставы имеретинского царя — Дадиани в Мегрелии, Геловани в Сванетии, Гуриели в Гурии и Чарвачидзе в Абхазии не только расширили свои владения, но и приобрели фактическую независимость.
Михаил занял трон после смерти бездетного Константина, короновавшись в Кутаиси, хотя в вире за 1326 год представителю рода князей Микеладзе, он уже именовал себя царём Имерети. Взойдя на трон, Михаил стремился ограничить свободы вассалов, которые во время правления Константина I приобрели широкую автономию. Его усилия имели ограниченный успех. Он смог добиться от эриставов лишь обещания платить царю дань и предоставлять воинов для царской армии.
Царь умер в 1329 году. Ему наследовал единственный ребёнок — сын от неизвестной по имени женщины, Баграт I, прозванный Малым. Слабой позицией несовершеннолетнего царя Имерети пользовались местные феодалы, начавшие междоусобицы. Воспользовавшись этим, в 1330 году родственник Баграта Малого, Георгий V Блистательный, царь Восточной Грузии аннексировал имеретинское царство, и сделал Баграта I свои вассалом с титулом эристава Имерети.